# Jakob Ingebrigtsen
Jakob Ingebrigtsen (Sandnes, 19. rujna 2000.) norveški je trkač na srednje i duge staze, koji je trenutni svjetski rekorder na 1500 metara u dvorani i na 2000 metara, te drži najbolje vrijeme na svijetu na udaljenosti od dvije milje. 
Ingebrigtsen je dvostruki svjetski prvak, osvojivši zlatne medalje na 5000 metara 2022. i 2023. i četverostruki europski prvak, osvojivši zlatne medalje na 1500 m i 5000 m 2018. i 2022. Također je osvojio zlatnu medalju na 1500 m na Olimpijskim igrama u Tokiju 2020., postavivši olimpijski i europski rekord te zlatnu medalju na 5000 m na Olimpijskim igrama u Parizu 2024. Osim na 1500 m, Ingebrigtsen drži europske rekorde na milji i 5000 m, te je jedan od samo trojice muškaraca (uz Daniela Komena i Mohameda Katira) koji su trčali ispod 3:30 1500 m, ispod 7:30 3000 m i ispod 12:50 5000 m.
Sa svojim vremenom na 1500 m od 3:26.73, Ingebrigtsen je četvrti najbrži trkač na 1500 metara u povijesti i jedan je od samo četvorice muškaraca koji su probili granicu od 3:27. Također je treći najbrži trkač na jednu milju i trkač na 3000 metara u povijesti, s vremenima 3:43.73 odnosno 7:23.63.
Sa 16 godina, Ingebrigtsen je postao najmlađi čovjek u povijesti koji je istrčao milju brže od četiri minute i oborio europski rekord do 20 godina na 3000 metara s preprekama. Kao junior, Ingebrigtsen je osvojio četiri uzastopne zlatne medalje na Europskom prvenstvu u krosu i zlatnu medalju na 5000 m na Europskom prvenstvu do 20 godina 2017. godine.
Njegova starija braća Henrik i Filip također su trkači na srednje pruge koji se natječu međunarodno. Trenirao ih je njihov otac Gjert Ingebrigtsen do 2022. Henrik Ingebrigtsen bio je europski prvak na 1500 m 2012. godine, Filip Ingebrigtsen europski prvak na istoj daljini 2016. godine (Henrik tada je bio 3.), a Jakob Ingebrigtsen europski prvak na istoj daljini 2018., 2022. i 2024. godine.